# 2-хлорпропан
Изопропилхлорид или 2-хлорпропан (CH3)2CHCl — органическое соединение, представитель галогеналканов. Бесцветная легковоспламеняющаяся жидкость, со сладковатым запахом, малорастворимая в воде (до 0,45%), растворим в хлороформе, тетрахлорметане и бензоле, хуже растворим в диэтиловом эфире, тетрагидрофуране и ацетоне. Представляет собой изомер 1-хлорпропана. В промышленности используется в органическом синтезе как растворитель.

## Получение
2-Хлорпропан получают гидрогалогенированием пропена
{\displaystyle {\ce {CH2=CH-CH3 + HCl -> CH3-CH(Cl)-CH3}}}
В лаборатории 2-xлорпропан может быть получен действием избытка концентрированной соляной кислоты на 2-пропанол в присутствии хлорида цинка с последующей отгонкой из реакционной смеси. 
{\displaystyle {\ce {CH3-CH(OH)-CH3 + HCl ->[{\ce {ZnCl2}}] CH3-CH(Cl)-CH3}}}
Жидкофазное фотохлорирование пропана даёт фракцию монохлорпропана содержащую 1-хлорпропан и 2-хлорпропан в соотношениях зависящих от температуры реакции( 52:48 при 30°С и 27:73 при 60°С).  
При воздействии кислоты Льюиса происходит изомеризация 1-хлорпропана в 2-хлорпропан:
{\displaystyle {\ce {CH3-CH2-CH2Cl <=>[{\ce {AlCl3}}] CH3-CH(Cl)-CH3}}}

## Химические свойства
2-хорпропан может выступать алкилирующим агентом в реакции Фриделя-Крафтса. Так в присутствии хлорида алюминия он реагирует с бензолом. 
Для реакций O-изопропилирования и N-изопропилирования в лаборатории используют более дорогие, но более реакционноспособные 2-бром и 2-йодпропан.